# Guilhermina Libanio
Guilhermina Jordano Libanio (Rio de Janeiro, 29 de agosto de 1997) é uma atriz brasileira, mais conhecida por seu papel como uma das protagonistas de Malhação: Vidas Brasileiras, Úrsula. Com o sucesso da trama, a atriz foi escalada para um dos papéis principais de Órfãos da Terra, interpretando Cibele.

## Biografia e Carreira
Guilhermina cursava o quinto período de Artes Cênicas na PUC-Rio, quando trancou a faculdade para se dedicar à Malhação: Vidas Brasileiras, onde interpretou a personagem Úrsula, que sofre preconceito na escola por ser gorda. O enredo inspirou várias jovens que sofrem gordofobia, através da personagem em Malhação. Com destaque em Malhação, Guilhermina foi escalada para a novela das seis Órfãos da Terra, interpretando a ativista Cibele.

## Filmografia

### Televisão
| Ano     | Título                      | Personagem             | Notas                   |
| ------- | --------------------------- | ---------------------- | ----------------------- |
| 2018–19 | Malhação: Vidas Brasileiras | Úrsula Bartolomeu      | [ 2 ] [ 3 ] [ 4 ] [ 7 ] |
| 2019    | Órfãos da Terra             | Cibele Nasser Pinheiro | [ 8 ]                   |
| 2022    | Tudo Igual… SQN             | Pri                    |                         |
| 2023    | Fuzuê                       | Bianca                 | [ 9 ]                   |
| 2023    | Fim                         | Cinira                 |                         |

## Prêmios e indicações
| Ano  | Prêmio                    | Categoria        | Trabalho                    | Resultado |
| ---- | ------------------------- | ---------------- | --------------------------- | --------- |
| 2018 | Prêmio Extra de Televisão | Revelação do Ano | Malhação: Vidas Brasileiras | Indicada  |